# Екзарх Йосиф (улица в София)
„Екзарх Йосиф“ е централна улица в София. Носи името на българския екзарх Йосиф I.
Простира се източно от ул. „Христо Ковачев“ в района на Сточна гара на запад до бул. „Стефан Стамболов“. Пресича се с някои основни пътища в София като бул. „Мария Луиза“ при Халите и Софийската синагога (№16), където е успоредна на ул. „Пиротска“, друга централна улица в София. Също пресича „Раковска“, театралната улица на София и бул. „Васил Левски“ в района на Сточна гара.

## Обекти
Северна страна
- Софийски областен диспансер за психично здраве със стационар (№ 59)
- Дом на киното (№ 37)

Южна страна
- Централни софийски хали
- Софийска синагога (№ 16)
- Висш съдебен съвет (ВСС) (№ 12)
- Национален Институт на правосъдието (№ 14)
- 1-ва Районната служба „Пожарна и аварийна безопасност“ (№ 46)

Сградата е построена през 1912 година.
- Софийска математическа гимназия (ул. „Искър“ № 61)

## Галерия
- Национален Институт на правосъдието